# 빌리안디
빌리안디(에스토니아어: Viljandi, IPA: [ˈvilʲːjɑnʲːdi], 독일어: Fellin)는 에스토니아 남쪽에 있는 마을이자 지방 자치체이다. 2007년 인구는 19,870명이다. 빌리안디 주의 주도이다. 마을은 빌헬름 폰 엔도르프(Wilhelm von Endorpe)에 의해 그곳의 마을 헌장을 승인받은 1283년에 최초로 언급되었다.
1211년 빌리안디에 있는 에스토니아인의 언덕 요새가 독일인, 라트비아인, 리보니아인의 연합군에 의해 포위당했다. 리보니아 검의 형제 기사단이 1223년 8월에 언덕 요새를 점령했다. 다음 해 단장 폴킨(Volquin)이 이 전의 언덕요새 터에 빌리안디 성의 건설을 이끌었다. 빌리안디 성은 발트 지방에서 가장 큰 성 중 하나이다. 빌리안디 성은 리보니아 기사단의 주요한 방어시설이었고 1248년부터 지휘관을 지명했다. 그 요새는 지속적으로 재건설되었고 다음 200년 이상 현대화되었다. 1283년 빌리안디는 기사단 단장, 빌헬름 폰 엔도르프로부터 헌장을 받았다. 마을은 14세기 초에 한자 동맹의 구성원이 되었고, 오늘날 그 동맹에 있어 다섯의 에스토니아 마을과 도시들 중 하나이다.

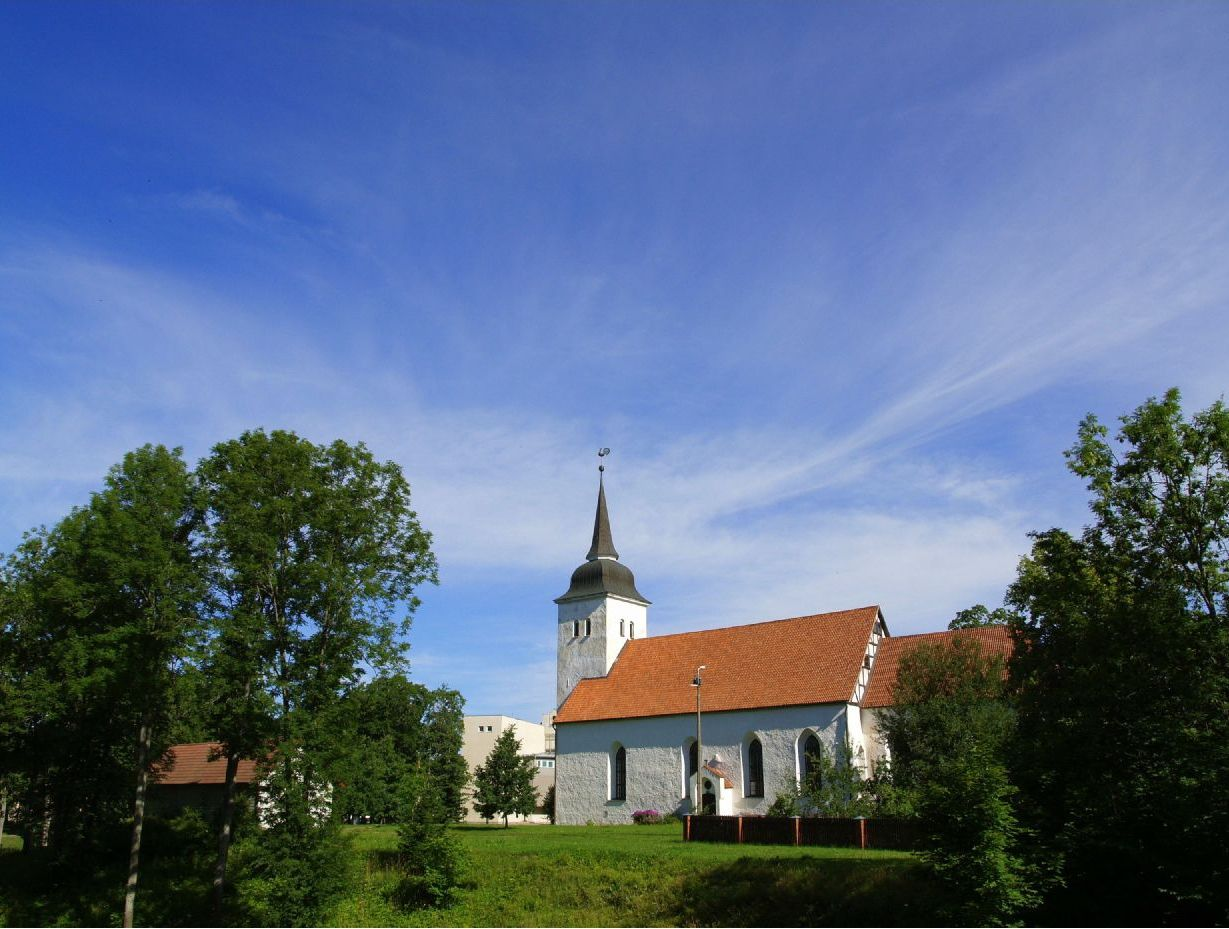
성 요한 교회

1470년 당시 기사단 단장, 요한 볼투스 폰 헤르세(Johann Wolthus von Herse)가 성에서 거주를 이어갔다. 1481년 이반 3세가 그 성에 공성을 했지만 점령하지 못했다. 그러나, 리보니아 전쟁 동안 모스크바 대공국은 1560년 그곳을 붙드는데 성공했다. 17세기 초에 폴란드-러시아 전쟁 동안 그 성은 몇 차례 소유가 바뀌었고 폐허가 되어갔다.
대북방 전쟁 후 러시아인들이 황후 예카테리나 2세 섭정 정치 개정의 과정 속에 빌리안디가 관구 마을이 되었을 때인 1783년까지 지역 자치권을 폐지했다. 이것은 마을 조례의 재창설을 수반했다. 빌리안디의 경제적, 정치적 중요성은 증가하기 시작했다. 인구와 부의 감소 뒤, 인구가 수공예, 무역 때문에 다시 상승하기 시작했고 문화 생활이 소생했다. 인기 있는 에스토니아의 신문 사칼라(sakala)가 1878년 빌리안디에서 창설되었다.

## 기후
| Viljandi (1981–2010)의 기후    | Viljandi (1981–2010)의 기후 | Viljandi (1981–2010)의 기후 | Viljandi (1981–2010)의 기후 | Viljandi (1981–2010)의 기후 | Viljandi (1981–2010)의 기후 | Viljandi (1981–2010)의 기후 | Viljandi (1981–2010)의 기후 | Viljandi (1981–2010)의 기후 | Viljandi (1981–2010)의 기후 | Viljandi (1981–2010)의 기후 | Viljandi (1981–2010)의 기후 | Viljandi (1981–2010)의 기후 | Viljandi (1981–2010)의 기후 |
| 월                             | 1월                         | 2월                         | 3월                         | 4월                         | 5월                         | 6월                         | 7월                         | 8월                         | 9월                         | 10월                        | 11월                        | 12월                        | 연간                        |
| ------------------------------ | --------------------------- | --------------------------- | --------------------------- | --------------------------- | --------------------------- | --------------------------- | --------------------------- | --------------------------- | --------------------------- | --------------------------- | --------------------------- | --------------------------- | --------------------------- |
| 역대 최고 기온 °C (°F)         | 9.6 (49.3)                  | 10.5 (50.9)                 | 17.4 (63.3)                 | 27.3 (81.1)                 | 30.9 (87.6)                 | 31.5 (88.7)                 | 34.2 (93.6)                 | 34.5 (94.1)                 | 29.0 (84.2)                 | 21.5 (70.7)                 | 11.9 (53.4)                 | 11.3 (52.3)                 | 34.5 (94.1)                 |
| 일평균 최고 기온 °C (°F)       | −1.9 (28.6)                 | −2.1 (28.2)                 | 2.7 (36.9)                  | 10.5 (50.9)                 | 17.1 (62.8)                 | 20.3 (68.5)                 | 22.8 (73.0)                 | 21.1 (70.0)                 | 15.3 (59.5)                 | 9.2 (48.6)                  | 2.7 (36.9)                  | −0.8 (30.6)                 | 9.7 (49.5)                  |
| 일일 평균 기온 °C (°F)         | −4.4 (24.1)                 | −5.1 (22.8)                 | −1.0 (30.2)                 | 5.3 (41.5)                  | 11.3 (52.3)                 | 14.9 (58.8)                 | 17.5 (63.5)                 | 16.1 (61.0)                 | 11.0 (51.8)                 | 6.0 (42.8)                  | 0.6 (33.1)                  | −3.1 (26.4)                 | 5.8 (42.4)                  |
| 일평균 최저 기온 °C (°F)       | −6.9 (19.6)                 | −8.1 (17.4)                 | −4.4 (24.1)                 | 0.8 (33.4)                  | 5.8 (42.4)                  | 9.9 (49.8)                  | 12.5 (54.5)                 | 11.7 (53.1)                 | 7.4 (45.3)                  | 3.2 (37.8)                  | −1.6 (29.1)                 | −5.5 (22.1)                 | 2.1 (35.8)                  |
| 역대 최저 기온 °C (°F)         | −34.6 (−30.3)               | −33.5 (−28.3)               | −25.5 (−13.9)               | −11.6 (11.1)                | −5 (23)                     | 0.5 (32.9)                  | 3.6 (38.5)                  | 3.4 (38.1)                  | −4.2 (24.4)                 | −13 (9)                     | −21.9 (−7.4)                | −28.5 (−19.3)               | −34.6 (−30.3)               |
| 평균 강수량 mm (인치)          | 62 (2.4)                    | 43 (1.7)                    | 42 (1.7)                    | 36 (1.4)                    | 48 (1.9)                    | 87 (3.4)                    | 83 (3.3)                    | 91 (3.6)                    | 67 (2.6)                    | 81 (3.2)                    | 64 (2.5)                    | 60 (2.4)                    | 764 (30.1)                  |
| 평균 상대 습도 (%)             | 89                          | 86                          | 80                          | 70                          | 66                          | 72                          | 75                          | 79                          | 84                          | 87                          | 90                          | 90                          | 81                          |
| 출처: Estonian Weather Service |                             |                             |                             |                             |                             |                             |                             |                             |                             |                             |                             |                             |                             |

## 상징
빌리안디의 기는 기의 윗 부분 밝은 파랑과 아래 부분 하얀색의 두가지 색깔이다. 도시의 방패 모양을 한 문장은 중앙에 하얀색 장미를 갖춘 밝은 파란색이다. 빌리안디는 한여름에 시청앞에서 꽃을 피우는 720개의 하얀 장미가 있는 햐얀 장미 도시이며, 이 장미들은 2003년에 마을의 축제를 위해 심어졌다. 빌리안디에서는 여름이 되어 하얀 장미 날이 돌아오면 축제 행사를 벌인다.

## 자매 도시
| - 아렌스부르크, 독일 - 에슬뢰브, 스웨덴 | - 프로스트버그, 미국 - 헤르뇌산드, 스웨덴 | - 크레팅가, 리투아니아 - 포르보, 핀란드 | - 테르노필, 우크라이나 - 발미에라, 라트비아 |